# Лафлёр, Ги
Ги Дамье́н Лафлёр (фр. Guy Damien Lafleur; 20 сентября 1951, Тюрсо, Квебек — 22 апреля 2022, Киркленд, Квебек) — канадский хоккеист, правый крайний нападающий.

## Биография
Имя Лафлёра стоит в одном ряду с легендами «Монреаль Канадиенс» Морисом Ришаром, Жаном Беливо, Иваном Курнуайе. Лафлёра многие называют окончанием славной эпохи «Монреаль Канадиенс».
Играя за молодёжную команду «Монреаль Канадиенс», Лафлёр привёл её к победе в чемпионате, он считал, что на драфте его обязательно выберет «Монреаль». Но не менее талантливый игрок, тоже франкоканадец, Марсель Дионн также мечтал надеть свитер «Монреаль Канадиенс». У генерального менеджера Сэма Поллока был выбор, именно тот, от которого зависела судьба команды. Многие специалисты советовали Поллоку взять Дионна, но Поллок выбрал Лафлёра и не ошибся. Ги Лафлёр пришёл в команду, когда Жан Беливо уже заканчивал карьеру, а в помощь Курнуайе требовался высококлассный игрок. Лафлёр установил рекорд НХЛ, забив подряд в 6 сезонах более 50 шайб; впоследствии это достижение превзошли только Майк Босси (9 раз подряд) и Уэйн Гретцки (8 раз подряд). За свою великолепную игру Ги Лафлёр получил прозвище «цветок», его игра приводила зрителей в восторг.
Играя за «Монреаль Канадиенс», Ги Лафлёр тренировался под руководством Скотти Боумэна. За время совместной работы они выиграли пять Кубков Стэнли.

Участник ЧМ 1981 (7 матчей, 1 гол).

В 1984 году, в возрасте 33 лет, Лафлёр заявил, что заканчивает карьеру. Многие связывали это с тем, что «Монреаль Канадиенс» исчерпал в своём составе талантливых игроков. После «Канадиенс» четыре года подряд Кубок Стэнли выигрывали хоккеисты «Нью-Йорк Айлендерс», и уже вовсю наступала эра «Эдмонтон Ойлерз» и Уэйна Гретцки. Ги Лафлёр был принят в Зал Хоккейной Славы в Торонто. После завершения карьеры игрока Лафлёру предлагались различные посты в «Монреаль Канадиенс», но сам он не хотел занимать предлагаемые должности.
В 1988 году Ги Лафлёр вернулся в хоккей. Многие специалисты сомневались, что Лафлёр сможет показывать полноценный хоккей после трёхлетнего перерыва. Лафлёр стал игроком «Нью-Йорк Рейнджерс», получил травму в середине сезона и выбыл из игры. По окончании сезона переехал в Квебек. «Рейнджерс» за переход Лафлёра получили выбор в пятом раунде драфта 1990 года. В составе «Квебек Нордикс» провёл два сезона, но травма заставила его окончательно покинуть хоккей.
Умер 22 апреля 2022 года в возрасте 70 лет от рака лёгких.

## Достижения
- Обладатель Кубка Канады 1976
- Финалист Кубка Канады 1981
- 6 сезонов подряд выбирался в состав символической 1-й команды всех звёзд НХЛ как правый крайний нападающий: 1974/75, 1975/76, 1976/77, 1977/78, 1978/79, 1979/80

## Награды

### Спортивные
- Обладатель Кубка Стэнли: 1973, 1976, 1977, 1978, 1979
- Победитель Кубка Канады: 1976
- Обладатель приза «Арт Росс Трофи»: 1976, 1977, 1978
- Обладатель приза «Лестер Пирсон Авард»: 1976, 1977, 1978
- Обладатель приза «Харт Трофи»: 1977, 1978
- Обладатель приза «Конн Смайт Трофи»: 1977
- Член Зала хоккейной славы в Торонто: 1988
- Член Залa славы канадского спорта: 1996

### Государственные
- Офицер ордена Канады (O.C.): 1980
- Рыцарь Национального Ордена Квебека (C.Q.): 2005

## Статистика
| Легенда | Легенда                    | Легенда | Легенда                   | Легенда | Легенда    |
| ------- | -------------------------- | ------- | ------------------------- | ------- | ---------- |
| И       | Количество проведённых игр | Штр     | Штрафное время            | +/−     | Плюс-минус |
| Г       | Голы                       | П       | Голевые передачи          | О       | Очки       |
| -       | Статистика неизвестна      | —       | Статистика не учитывалась |         |            |

* — звёздочкой отмечены сезоны завоевания Кубка Стэнли